# Белая Русь
Белая Русь (греч. Λευκορωσία, бел. Белая Русь, укр. Біла Русь, лат. Russia/Ruthenia Alba, фр. la Russie blanche, нем. Weißrussland) — одно из исторических делений Руси по колористической схеме, к которой также относятся Чёрная и Червонная Русь. В эпоху позднего Средневековья и Раннего Нового времени название Белая Русь отличалось неустойчивостью, обозначая ряд различных регионов на территории современных Беларуси, России и Украины. Фиксируется преимущественно в западноевропейских источниках, начиная с середины XIII века. До конца XV века абсолютное большинство упоминаний о Белой Руси (Russia Alba) относится к территории Великого Новгорода (Новгородской республики). Позже этим названием стали называться земли Северо-Восточной Руси. В Речи Посполитой название Белая Русь с конца XVI века употреблялось по отношению к части современной территории Беларуси, а именно к Полоцкой земле. С 1620-х годов термин закрепился за восточными, подвинско-поднепровскими, землями Великого княжества Литовского. В Русском государстве Белой Русью в первой половине XVII века называли все восточнославянские земли Речи Посполитой, а их жителей «белорусцами». Позже значение названия Белая Русь в русском языке слилось с его значением в Речи Посполитой. Самоназванием жителей Белой Руси оставался этноним «русины» либо политоним «литвины». В XIX веке, когда белорусские земли входили в состав Российской империи, с развитием русскоязычной системы образования среди местного населения распространился этноним «белорусы». С 1890-х годов название «Белоруссия» (а позднее и «Беларусь») стало общепринятым для обозначения всех территорий компактного проживания белорусского народа.

## История происхождения и распространения названия

### Гипотезы о происхождении
Происхождение термина окончательно не выявлено.
- Согласно одной версии, так называли земли, которые в некое время не зависели от монголо-татарских ханов; белая в данном случае — независимая, свободная (А.Потебня, М. Любавский, М. Довнар-Запольский).
- Согласно другой версии, название происходит от белого цвета волос или одежды жителей этих земель (Я. Рейтенфельс, В. Татищев, Е. Карский, Н. Янчук).
- Третья версия предполагает, что Белой Русью называли земли, население которых было христианским в противоположность Черной Руси, где будто бы долгое время сохранялось язычество[2].
- Четвёртая версия исходит из того, что Белая — значит великая или древняя (Н. Карамзин)[3], соответственно построены наименования древнейших государств у хорватов — Белая Хорватия, и у сербов — Белая Сербия.
- Распространена также и гипотеза о том, что название происходит от цветовой аналогии сторонам света (Г. Вернадский). Входит в тройку «Чёрная Русь», «Червонная Русь» и «Белая Русь». Эта же тройка цветовых названий упоминается как у других славянских народов, в частности у хорватов и сербов, так и у народов Степи (ср. Белая Орда), возможно, позаимствовавших её у китайцев. Китайские стороны света обозначались как: белый — запад, синий (голубой) — восток, чёрный — север, красный (червоный) — юг.
- Поскольку первые упоминания «белых рутенов» или «белых русов» в латино- и немецкоязычных хрониках относятся к битвам, состоявшимся вскоре после Пасхи, не исключено, что воины-русичи сопровождались священниками в праздничных белых одеяниях, что и вызвало к жизни соответствующее цветовое обозначение[4].

### Белая Русь как название Северо-Восточной Руси

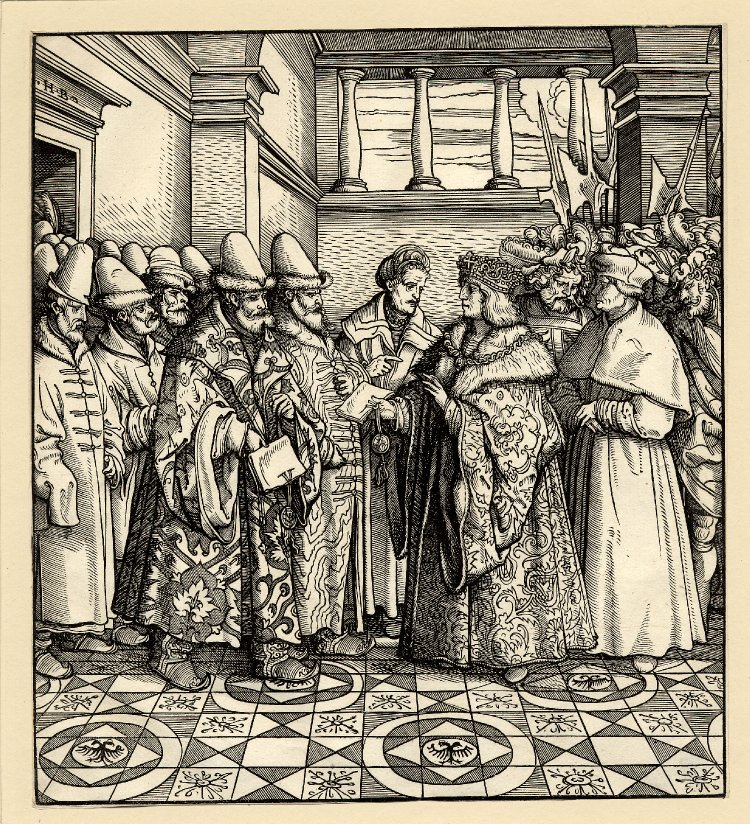
«Союз с белыми русскими», гравюра Ханса Бургкмайра, 1515 год

Василий Татищев считал, что впервые термин «Белая Русь» встречается в Раскольницкой и Ростовской летописях под 1135 годом при упоминании земель Ростово-Суздальского княжества. Ссылаясь на публикации поляка Матея Стрыйковского, персидские и другие восточные народы, которые называли русских князей ак-падишах (белый царь), а государство Ак-Урусь (Белая Русь), историк в своём повествовании распространяет это наименование на всех Владимиро-Ростовских князей, начиная с Юрия Долгорукого, и Андрея Боголюбского. Подконтрольные им земли историк называет «Белой Русью», а князей учёный именует «белорусскими» или «великими князьями Белой Руси».
Н. М. Карамзин, вопреки мнению В. Н. Татищева, нигде не находил термина «Белая Русь» до времени правления Ивана III. Однако Николай Карамзин также причислял к Белой Руси северо-восточные русские земли, а именно Великое княжество Московское. Историк приводит письмо, которое великий князь московский прислал в Рим перед своим браком с Софьей Палеолог в 1472 году. Данная грамота была подписана следующим образом: «Сиксту, первосвятителю римскому, Иоанн, великий князь Белой Руси, кланяется и просит верить его послам».
Кроме того, Н. М. Карамзин отмечает, что, «исчисляя в титуле своём все особенные владения государства Московского, Иоанн наименовал оное Белою Россиею, то есть великою или древнею, по смыслы сего слово в языках восточных».
Современными историками выявлено упоминание термина в Дублинской рукописи «Incipiunt Descriptiones terrarum» (вторая половина XIII века) — без точной локализации вблизи Балтии. Текст сообщает, что брата Вайслана (Vaislanum) проповедовавшего христианство на Белой Руси (Alba Ruscia), также приглашали проповедовать и язычникам-карелам (Carilos).; возможно, речь идет о монахе-францисканце Валаско.
Сложенные во второй половине XIV века австрийским поэтом и герольдом Петером Зухенвиртом похвальные песни повествуют о том, как в 1349 году в битве под Изборском немецкие рыцари столкнулись с «Weizzen Reuzzen» («белыми русами»). Однако известно, что это была дружина псковичей и изборцев, возглавляемая Георгием Витовтовичем.
В XV—XVII веках термин Белая Русь чаще всего применяется по отношению к Северо-Восточной Руси. Столицей Белой Руси обычно называют Москву, а московского князя иногда называют Белым князем или царём. Восточные народы называют его Ак-Падишах, то есть Белый Падишах.
В 1412 году тверской князь заключает союз с Витовтом, «чтобы быть им всюду за один». Магистр Ливонского ордена в 1413 году сообщает великому магистру Пруссии, что Витовт сговорился против них с Псковом, Новгородом и с Великой Русью (нем. mit den grossen Reussen). Передавая это же сообщение чешскому королю, великий магистр пишет, что Витовт заключил союз с Псковом, Великим Новгородом и со всем языком русским (нем. der ganzen Russchen Zunge) и что придётся воевать с Белой Русью (нем. mit den Weissen Russen). Следовательно, то, что ливонский магистр называет Великой Русью, для магистра Пруссии это Белая Русь. Обе они обозначают одно и то же, то есть северную Русь.

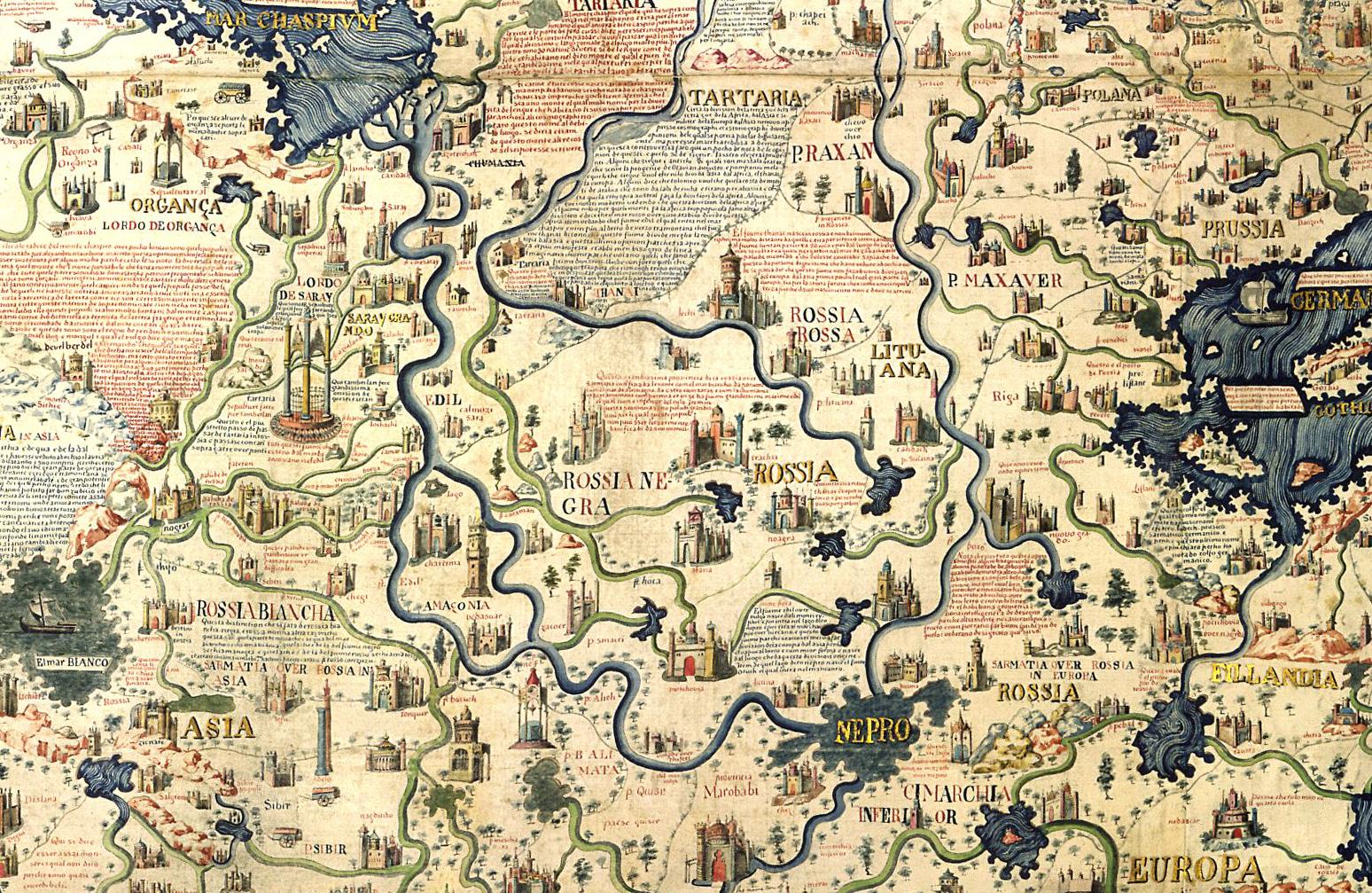
На карте Фра Мауро (1459), ориентированной на юг, Белая Русь (Rossia Biancha) расположена у Белого моря (El mar bianco)

В «Повести» Симеона Суздальского, являющейся одним из основных источников о Василии Тёмном, великий князь называется белым царём — это первая фиксация названия «белый царь» как специфического наименования московского государя в письменном источнике.
Миланский герцог Франческо Сфорца в письме к Джакомо Зекьере (Giacomo Zecchiere) 1463 года, монетному мастеру, отправленному им к Ивану III, называет последнего «Illustrissimus Dominus Albus Imperator». Позднее Герберштейн сообщает, что московский государь Василий III называется белым королём «Weisser Khunig» («Albus Rex»), а Флетчер пишет: «Царский дом в России имеет прозвание Белого (Bela)». Сродни ему и обсуждение титула царя Ивана IV в послании митрополита Макария в Вильну 1555 года: «а околмые все государи не токмо хрестьяиские, но и бусурманские, имени его не убавливают, но и свыше прибавляют и называючи его Белым Русскым царем» (Карпов, 1887, с. 474).
В Московском летописном своде конца 1490-х годов в уста Византийского Императора Иоанна VIII при его разговоре с Папой Евгением IV, в ожидании митрополита Исидора вкладывается фраза: «яко восточнии земли суть Рустии и большее православие и вышьшее христианство Белой Руси, в них же есть государь великий, брат мой Василий Васильевич».
На карте мира Фра Мауро 1459 года территория Новгородско-Московской Руси между Волгой и Белым морем названа Белой Русью (Rossia Biancha). На этой карте дано следующее объяснение:

Сие различение, что делается между Россией Белою, Чёрною и Красною, не имеет иной причины, чем таковая, что та часть России, что находится вблизи Белого моря, зовётся Белою; та, что находится у Чёрной реки, зовётся Чёрною; и та, что находится у Красной реки, зовётся Красною.
Оригинальный текст (лат.)Questa distincion che si fata de rossia biancha, negra e rossa non ha altra cason cha questa, çoè quela parte de rossia che è de qua dal mar biancho se chiama biancha, quela ch’è de là dal fiume negro se chiama negra e quela ch’è de là dal fiume rosso se chiama rossa.

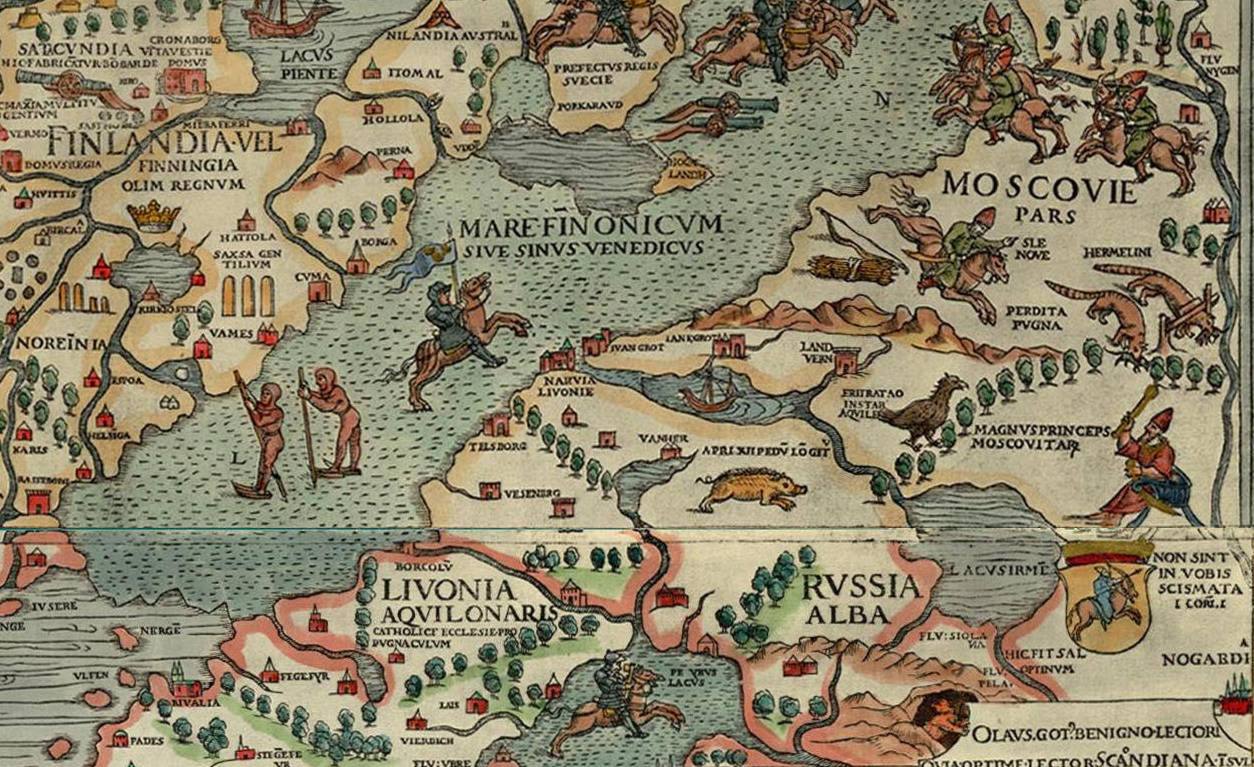
Белая Русь (Russia Alba) около озера Ильмень (Lacus Irmen). Фрагмент карты Carta Marina, 1539

Итальянский путешественник, дипломат Контарини в своём трактате «Путешествие в Персию» (1474—1477) называет Великого князя Ивана III владетелем и государем Белой Руси. Одновременно с этим он делит Россию на Нижнюю (Rossia Bassa), в которой он указывает два населенных пункта — Луцк и Житомир, но в дальнейшем изложении исключает отсюда Киев, и Верхнюю (Rossia Alta), которая соответствует примерно северо-восточной Руси, Русскому государству.

26-го числа призваны мы были в последний раз к Его Высочеству и до начатия аудиенции осматривали разные вновь приготовленные по его приказанию шелковые изделия, не слишком впрочем отличные, а также подарки, назначенные для Герцога Бургундского, для нашей Светлейшей Республики и для некоего Марка Россо, посла Великого Князя Московского, Государя Белой России.

 Итак, 26 сентября 1476 г. мы, с пением молитвы «Тебе бога хвалим» и вознося благодарения богу, который избавил нас от множества бед и опасностей, вступили в город Москву, принадлежащий великому князю Иоанну, властителю Великой Белой Руси (il duca Zuane, signer della gran Rossia Bianca).

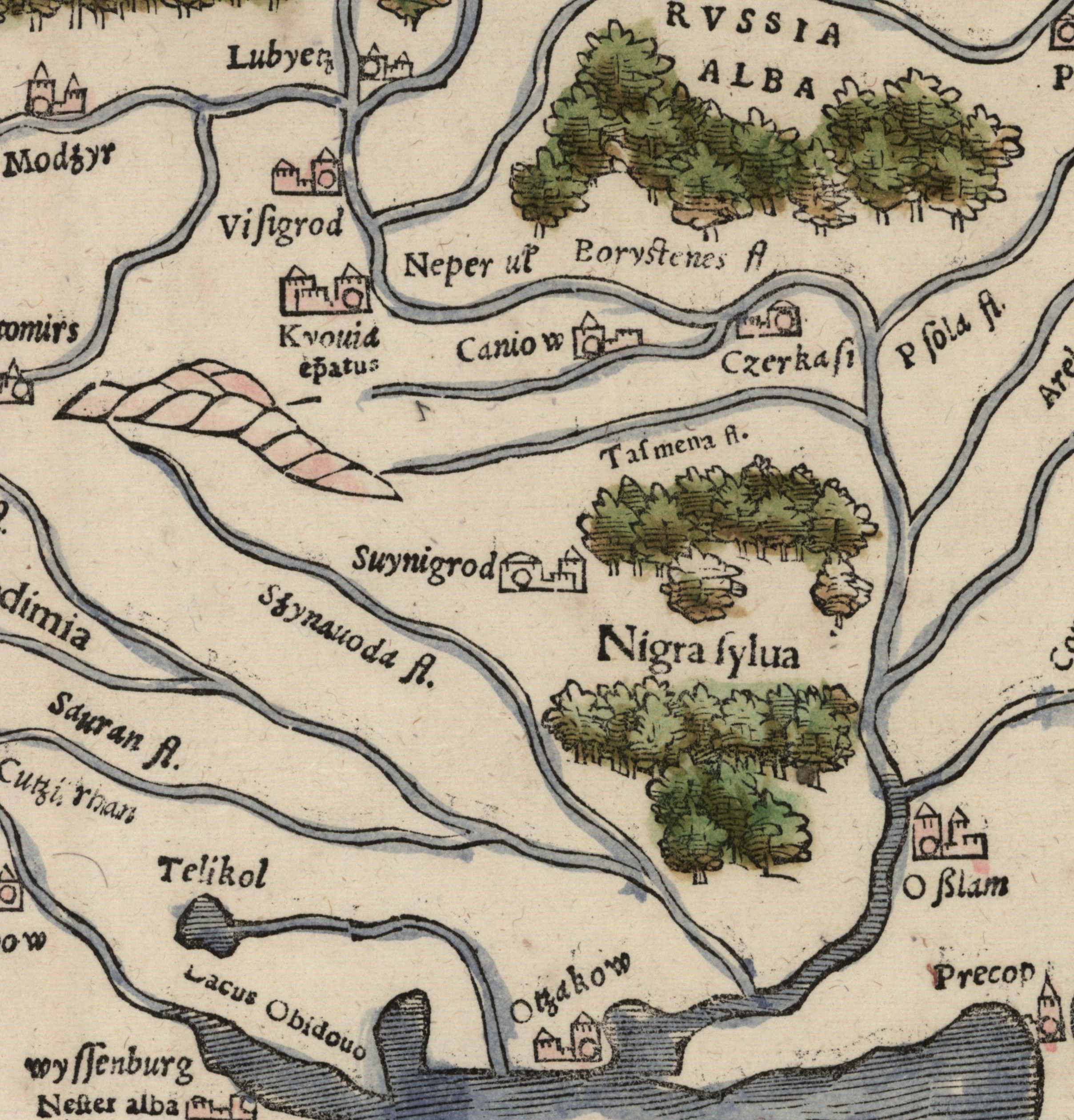
Фрагмент карты Себастьяна Мюнстера 1552 года, на левом берегу Днепра в районе рек Десна и Сейм, расположена надпись «Russia Alba»

На известных картах Европы 1490-х годов от Николая Кузанского, название Белая Русь находится за Новгородом или на территории Московского княжества. На карте польского картографа Бернарда Ваповского 1507 года, Белая Русь прямо означает Московию (Russia Alba sive Moscovia). Лежит эта местность на восток от Днепра (Борисфена). На карте Центральной Европы 1491 года, выполненной на меди, под Белой Русью (Russia Alba) понимаются территории Руси, независимые от Великого княжества Литовского и Королевства Польского, в то время как земли Руси, подконтрольные польским и литовским вельможам, обозначены как Червонная Русь (Russia Rubra).
На карте немецкого учёного Себастиана Мюнстера 1550 года Московия и Белая Русь находятся восточнее Днепра, в районе рек Десны и Сейма.
Итальянский картограф Джироламо Рушелли на своей карте из книги «La Geografia» (1561) помещает Белую Русь (Rossia Bianca) в район Новгорода и Холмогор.
Итальянец Александр Гваньини, служивший военным комендантом Витебска, в своем труде «Описание Московии» (изд. на лат. языке в 1581, на нём. языке в 1582) пишет:

Я намерен, благосклонный читатель, описать Московию и пределы её, коими она замкнута; я полагаю, что прежде всего надлежит мне рассказать, откуда берет она своё наименование. Это — некая область в центре Белой (как говорится) Руссии, лежащая на северо-востоке, от которой получают наименование Московии и все прочие области Руссии, лежащие вокруг (хотя и названные совершенно различными именами).

Московия, по-местному называемая Москвой, обширнейший город, столица и метрополия всей белой Руссии, подвластной великому князю московитов, вместе с областью или княжеством получила название от протекающей здесь местной реки, называемой Москвою.

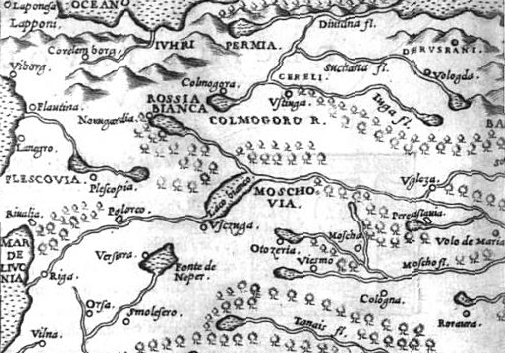
Белая Русь (Rossia Bianca) в районе Новгорода и Холмогор с карты Джироламо Рушелли, 1561

Жак Маржерет в своих записках делит Россию надвое:

Записки капитана Маржерета (1607):

Но нужно также знать, что есть две России, именно: та, что носит титул империи, которую поляки называют Белая Русь, и другая — Чёрная Русь, которой владеет Польское королевство и которая примыкает к Подолии.
В книге на итальянском языке «Geografia» (1621) говорится, что «Московия занимает всю Русь», «однако та часть Руси, которая принадлежит московскому князю, зовётся Белой Русью, а та, которая подчинена польскому королю, зовётся Чёрной Русью, несмотря на то, что польский король владеет также частью Белой Руси».
Немецкий географ Филипп Клювер в своём труде на латинском языке «Introductio in universam geographiam» (1624) указывает, что «крайним регионом Европы является Руссия Белая или Великая» (Ultima Europas regio est Russia Alba sive Major), которую он также называет «Московия или Великое Княжество Белой Руси» (Moscovia sive Russiæ Albæ Magnus Ducatus).
Немецкий учёный Яков Рейтенфельс в своём труде «Сказание о Московии» (1676) повествует, что столицей Белой Руси был сначала Владимир, потом стала Москва.

Великая, называемая иногда и Западною, занимает громадное пространство земли около Пскова, Новгорода и Ярославля, Малая или Червонная, считающая своим главным городом Киев, чаще называется, более распространённым именем, Южною, а Белая — область больше остальных, но часть её принадлежит Польше. Она, у некоторых писателей, стяжала царю прозвание «Белого», так как, действительно, обитатели её по большей части носят белые одежды. Главным городом этой области был сперва Владимир, а потом Москва, и это звание остается за нею и в настоящее время.

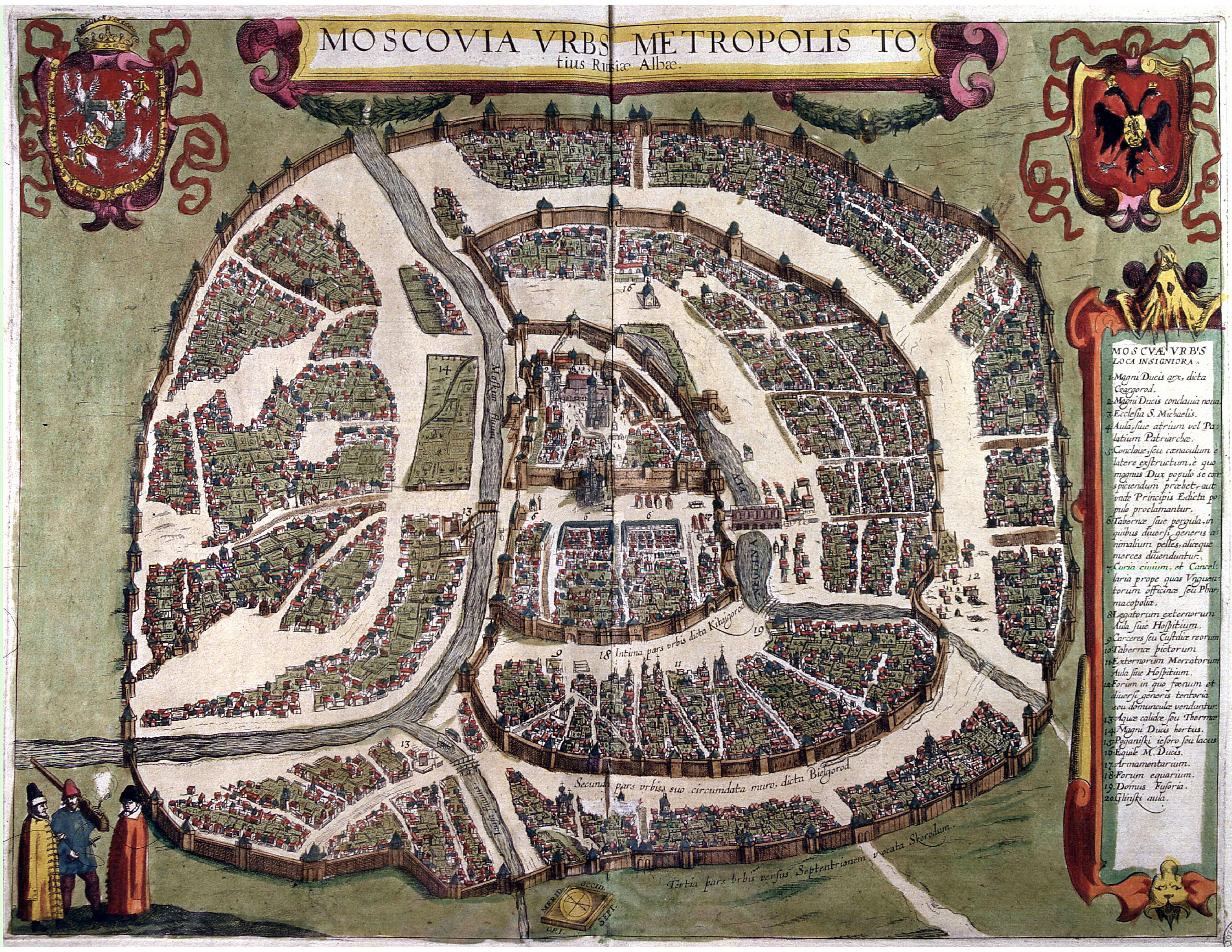
Сигизмундов план Москвы (1610),
Москва столица всей Белой Руссии (Moscovia urbs metropolis tutius Russiæ Albæ)

В печатной европейской энциклопедии Иоганна Хофманна «Lexicon Universale» (1698) Московия называется Белой Русью (лат. Russia Alba, фр. la Russie blanche). Также говорится, что первоначальной столицей Белой Руси был Владимир. В статье о Руси указывается, что Русь делится надвое: Чёрную, на юге, принадлежащую Польше, и Белую, на севере, которая ограничивается с севера Северным океаном, а с юга — Малой Тартарией. Столицей Белой Руси называется Москва.
Знаменитый французский картограф Николя Сансон на своей карте 1648 года обозначает территорию современной России как «Белая Русь или Московия» (la Russie Blanche ou Moscovie). Эту карту впоследствии переработал Алексис Юбер Жайо, и издал её в 1692 году в Амстердаме и в 1712 году в Париже.
Картограф Пьер Дюваль в 1677 году озаглавил свою карту всеми тремя названиями, имеющими тогда хождение: «Московия, иначе называема Великая или Белая Русь» (фр. Moscovie dite autrement Grande et Blanche Russie)Du Val, Pierre. Moscovie dite autrement Grande et Blanche Russie. Paris, 1677.
Итальянская карта работы Джакомо де Росси 1688 года, на которой изображены Россия и сопредельные государства, названа Russia Bianca o Moscovia. Современная Белоруссия обозначена как Litvania.
Белой Русью называет Московию картограф Петер Шенк (1660—1718) на своей карте 1700 года (лат. Moscovia sive Russia Alba, фр. La Russie Blanche ou Moscovie).
Жак Шике (1673—1721) на своей карте 1719 года называет Россию тоже Белой Русью (фр. la Russie Blanche).
Одной из самых поздних карт с обозначением России как Белой Руси (фр. Russie Blanche) является карта 1748 года из атласа Жиля Робер-де-Вогонди.

### Употребление термина «Белая Русь» в Русском государстве
В Русском государстве термином «Белая Русь» до конца XVII века называли все восточнославянские земли Речи Посполитой, а их жителей, соответственно, «белорусцами». К «белорусцам» во многих случаях причисляли и жителей городов нынешней Украины, а также запорожских казаков. Позже основным названием земель Гетманщины стал термин Малая Россия, а название Белая Русь сузилось до обозначения восточнославянских земель к северу от неё. В титул царя Алексея Михайловича после завоевания земель Великого княжества Литовского в 1655 году вошёл оборот «всея Великия и Малыя и Белыя России Самодержецъ», который сохранялся до петровских времён.

### Белая Русь как Литовская Русь

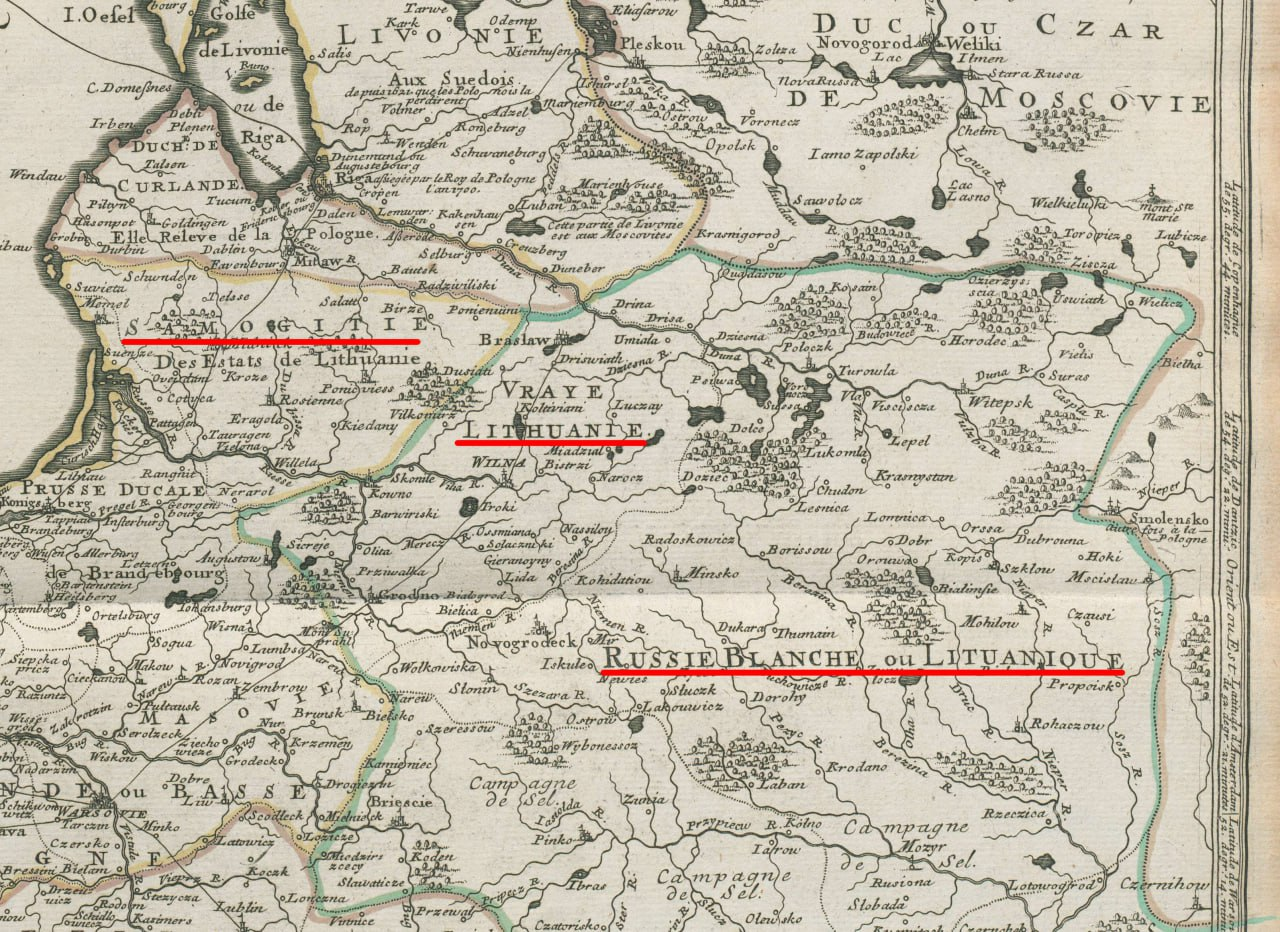
Великое княжество Литовское, Русское и Жемойтское на французской карте 1700 года.
Жмудь (Samogitie), Литва настоящая (Vraye Lithuanie) и Русь Белая или Литовская (Russie Blanche ou Lituanique)

В венгерской латиноязычной Дубницкой хронике (Chronicon Dubnicense), составленной в середине XIV века на основе хроники анонимного францисканского монаха, хороним «Белая Русь» упоминается в контексте походов венгерских войск на территорию Галицко-Волынской Руси в 1351-2 гг.: говорится, что, возвращаясь назад от Санока (вероятно, по территории Берестейщины), войска прошли «через землю белых рутенов» (per terram alborum Ruthenorum). Возможно, не случайным является то обстоятельство, что первые латино- и немецкоязычные упоминания «Белой Руси» связаны с исторической Австрией, которая находилась на перекрестке германских, славянских, венгерских и т. д. культурных коммуникаций.
Название «Белая Русь» вошло в самосознание русинов из Западной Европы через польскую литературу. В «Хронике Польши» Яна из Чарнкова под 1382 годом Полоцк именуется «крепостью Белой Руси». По словам Яна из Чарнкова, литовский князь Ягайло со своей матерью был заключен под арест в замок в Белой Руси: «in guodam Castro Albae Russiae Polozk dicto». Известные польские хронисты Ян Длугош, Бернард Ваповский и Мартин Бельский не знают этого термина и пользуются терминами «Русь» и «Литва». В 1512 году польский хронист Ян со Стробницы в своем трактате использует термин «Белая Русь» в отношении всех русских земель ВКЛ вплоть до Крыма и земель Великого Новгорода, взяв такую локализацию у немецкого картографа Мартина Вальдземюллера. В Великом княжестве Литовском термин «Белая Русь» известен с конца XV века и в большинстве случаев касался Великого Княжества Московского (например, на карте Вида-Ляцкого 1542 года, первой карте, созданной на территории ВКЛ), реже — Великого Новгорода.
Часто Галицкая Русь отделялась от остальных земель, она называлась, наряду с Русью, Белой Русью, позднее употребляют термин Малая Русь. В трактате Introductio In Ptolemei Cosmographiam 1512 года Белой Русью называют все русские земли, входившие в Великое княжество Литовское вместе с Великим Новгородом. Мартин Кромер 1548 вслед за Яном из Стобницы широко использует название «Белая Русь» в рамках границ Великого княжества Литовского, указывая, что Смоленск — наиважнейший город Белой Руси.
В местных источниках Великого княжества Литовского это название впервые встречается в 1585 году в Инвентаре монастыря францисканцев в Ошмянах.
Апостольский нунций в Варшаве де Торрес в письме в Рим (1622) отмечал: «Белая Русь, что протягивается от Риги, столицы Лифляндии, до московской границы и включает Полоцк, Оршу, Витебск, Могилев…».
Польский писатель, историк и публицист Шимон Старовольский в книге «Польша, или описание состояния королевства Польского» (1632) относил к Белой Руси 6 воеводств: Новогрудское, Мстиславское, Витебское, Минское, Полоцкое и Смоленское. В XVII веке власть Русского царства считала Белой Русью Полоцкую, Витебскую, Мстиславскую и Смоленскую земли. Остальные белорусские земли Москва называла литовскими (см. названия городов Брест-Литовск, Каменец-Литовск). В самом начале русско-польской войны 1654—1667 царь Алексей Михайлович в дарованной грамоте боярину Бутурлину в мае 1654 впервые назвался «Государь, царь и великий князь всея Великия и Малые и Белые Руси самодержец». А когда русские войска заняли большую часть современных Белоруссии, Украины, а также Вильно, царь грамотой в сентябре 1655 официально и окончательно прибавил к своему титулу «великий князь Литовский, Белой Руси и Подольский».
В XVII веке это название закрепилось за этой же частью Речи Посполитой

### Термин «Белая Русь» после разделов Речи Посполитой

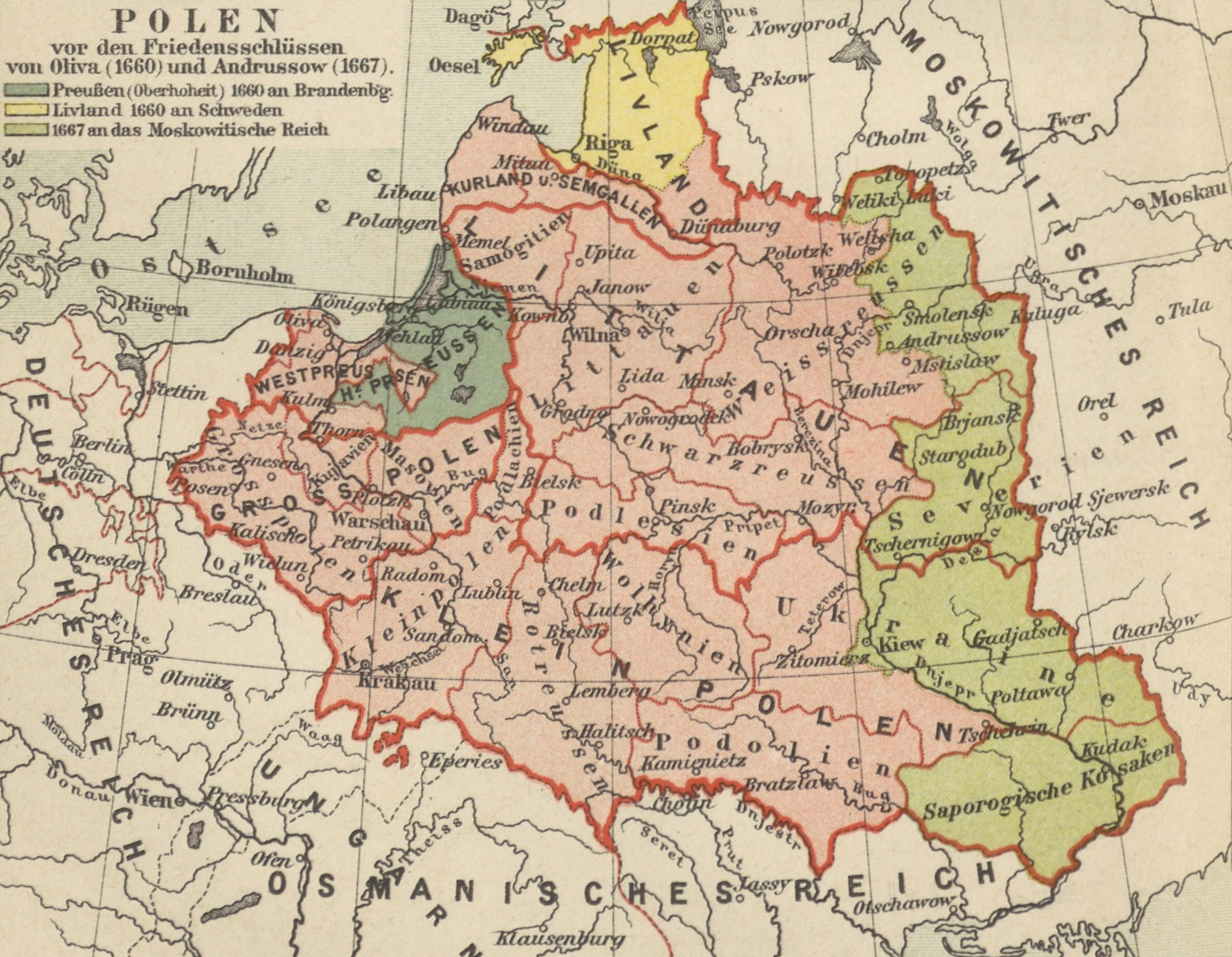
Белая Русь (Weissreussen) на немецкой исторической карте (составлена в 1890 г.), посвящённой географии Речи Посполитой в 1660 году

В 1796 году была образована Белорусская губерния с центром в Витебске. В её состав вошло 16 уездов Полоцкого и Могилёвского наместничеств Российской империи: Белицкий, Велижский, Витебский, Городокский, Динабургский, Люцинский, Могилёвский, Мстиславский, Невельский, Оршанский, Полоцкий, Рогачёвский, Себежский, Сенненский, Чаусский и Чериковский. В 1802 она была разделена на две губернии и преобразована в Белорусское генерал-губернаторство.
С конца XVIII века «Белоруссия» — общепринятое название для всех территорий, которые в то время этнография относила к белорусским, а также — в форме Беларусь — национальное самоназвание, предложенное идеологами белорусского национального движения в конце XIX — начале XX века.
В современном понимании термин «Белоруссия» распространяется на земли исторической Белой Руси (белорусские Подвинье и Поднепровье), Чёрной Руси (районы Новогрудка), Завилейской Литвы (районы Гродно и Сморгони), Полесья (районы Бреста, Пинска и Мозыря), а также Северщины (район Гомеля, Чечерска и Рогачёва).

## «Беларусь» как титульное название государства
Идею создания самостоятельного государства (а не государственных образований в составе каких-либо автономий, федераций или конфедераций), которое имело бы титульное название «Беларусь», выдвинул Вацлав Ластовский в конце 1915 года, основав малочисленную законспирированную организацию «Союз независимости и неделимости Беларуси» и высказавшись против всех попыток создать территориально общее литовско-белорусское государство (и в союзе с Польшей). Ластовский первым среди деятелей белорусского национально-демократического движения выдвинул идею создания независимого белорусского государства, которое бы охватывало всю этническую (в основном, по языковому критерию) территорию белорусов. Эта идея быстро была поддержана всеми белорусскими политическими группами на территории литовско-белорусских земель, оккупированных немецкими войсками в ходе Первой мировой войны (1914—1918). В апреле 1916 года идея самостоятельного белорусского государства была провозглашена белорусской делегацией на конференции народов России в Стокгольме.
25-27 марта 1917 года по инициативе минского отдела Белорусского общества помощи пострадавшим от войны, БПНС и БСГ состоялся Съезд белорусских национальных организаций, на котором был создан Белорусский национальный комитет (БНК) во главе с Романом Скирмунтом. Стремясь создать в тяжелых условиях Первой мировой войны первую реальную государственную автономию с названием «Беларусь», БНК в середине апреля 1917 года отправил в Петроград к Временному правительству России делегацию во главе со Скирмунтом, которая сообщила о желании автономии Беларуси в составе России, введения в школах белорусского языка, истории Беларуси, проведения демократических выборов в местные органы власти, компенсацию населению убытков, причиненных войной, и др.
Первым объявленным государством, которое бы имело название «Беларусь» в официальном титуле, была Белорусская Народная Республика (с 25 марта 1918 года), укрепить государственность которой не удалось. В 1919—1920 гг. возникали государственные образования, которые имели названия: Советская Социалистическая Республика Беларусь (1919, 1920), Литовско-Белорусская Советская Социалистическая Республика (1919), Белорусская Советская Социалистическая Республика (1920—1991).
19 сентября 1991 года Белорусская Советская Социалистическая Республика, которая ещё 27 июля 1990 года приняла Декларацию о своем государственном суверенитете, была переименована в Республику Беларусь. Фактически Республика Беларусь стала суверенным государством только в результате ликвидации СССР по Беловежскому соглашению от 8 декабря 1991 г. В отдельных официальных случаях разрешено использовать и сокращенное название «Беларусь» для обозначения этого государства.

## «Беларусь» в титулатуре Русской православной церкви
С начала основания в Москве патриаршества (в 1589 г.) использовались различные варианты титула Предстоятеля Русской православной церкви: «Патриарх Московский и всея Руси», «Патриарх Московский и всея России», с 1655 года «Патриарх Московский и всея Великия и Малыя и Белыя России» и другие.
Современная форма «Патриарх Московский и всея Руси» использовалась в древности и используется современными историками для обозначения всех патриархов. При избрании на патриарший престол митрополита Сергия (Страгородского) в 1943 году официальным титулом стал «Святейший Патриарх Московский и всея Руси».
11 октября 1989 года был создан «Белорусский Экзархат Московского Патриархата», который имеет параллельное официальное название «Белорусская Православная Церковь», и является каноническим церковно-административным объединением православных епархий в пределах Белоруссии. 16 октября 1989 году Священный Синод, на выполнение определений Архиерейского Собора, постановил Экзарху Белоруссии впредь иметь титул «Митрополит Минский и Гродненский, Патриарший Экзарх Беларуси».